# Ken Doubleday
Ken Doubleday, född 14 februari 1926, död 8 juni 2014, var en australisk friidrottare. Han deltog vid olympiska sommarspelen 1952 och olympiska sommarspelen 1956.